# زييا
زييا (بالروسية: Зея) هي إحدى مدن روسيا في الكيان الفدرالي الروسي أمور أوبلاست.

## المناخ
يظهر الجدول التالي التغييرات المناخية على مدار السنة لزييا:
| البيانات المناخية لـزييا                                                | البيانات المناخية لـزييا | البيانات المناخية لـزييا | البيانات المناخية لـزييا | البيانات المناخية لـزييا | البيانات المناخية لـزييا | البيانات المناخية لـزييا | البيانات المناخية لـزييا | البيانات المناخية لـزييا | البيانات المناخية لـزييا | البيانات المناخية لـزييا | البيانات المناخية لـزييا | البيانات المناخية لـزييا | البيانات المناخية لـزييا |
| الشهر                                                                   | يناير                    | فبراير                   | مارس                     | أبريل                    | مايو                     | يونيو                    | يوليو                    | أغسطس                    | سبتمبر                   | أكتوبر                   | نوفمبر                   | ديسمبر                   | المعدل السنوي            |
| ----------------------------------------------------------------------- | ------------------------ | ------------------------ | ------------------------ | ------------------------ | ------------------------ | ------------------------ | ------------------------ | ------------------------ | ------------------------ | ------------------------ | ------------------------ | ------------------------ | ------------------------ |
| الدرجة القصوى °م (°ف)                                                   | 0.0 (32.0)               | 7.2 (45.0)               | 13.9 (57.0)              | 25.3 (77.5)              | 34.0 (93.2)              | 34.7 (94.5)              | 40.0 (104.0)             | 35.5 (95.9)              | 28.1 (82.6)              | 21.0 (69.8)              | 6.2 (43.2)               | 0.0 (32.0)               | 40.0 (104.0)             |
| متوسط درجة الحرارة الكبرى °م (°ف)                                       | −19.5 (−3.1)             | −11.7 (10.9)             | −2.9 (26.8)              | 7.8 (46.0)               | 17.1 (62.8)              | 24.1 (75.4)              | 26.1 (79.0)              | 23.3 (73.9)              | 16.0 (60.8)              | 5.2 (41.4)               | −9.7 (14.5)              | −18.7 (−1.7)             | 4.8 (40.6)               |
| المتوسط اليومي °م (°ف)                                                  | −24.2 (−11.6)            | −18.4 (−1.1)             | −8.8 (16.2)              | 2.3 (36.1)               | 10.6 (51.1)              | 17.5 (63.5)              | 20.4 (68.7)              | 17.5 (63.5)              | 10.2 (50.4)              | −0.4 (31.3)              | −14.5 (5.9)              | −23.4 (−10.1)            | −0.9 (30.4)              |
| متوسط درجة الحرارة الصغرى °م (°ف)                                       | −29.7 (−21.5)            | −25.1 (−13.2)            | −17.1 (1.2)              | −4.4 (24.1)              | 3.0 (37.4)               | 10.4 (50.7)              | 14.0 (57.2)              | 10.9 (51.6)              | 3.2 (37.8)               | −6.9 (19.6)              | −20.9 (−5.6)             | −28.2 (−18.8)            | −7.6 (18.3)              |
| أدنى درجة حرارة °م (°ف)                                                 | −47.8 (−54.0)            | −46.1 (−51.0)            | −38.9 (−38.0)            | −25 (−13)                | −8.6 (16.5)              | −3.9 (25.0)              | 0.0 (32.0)               | −1.5 (29.3)              | −10 (14)                 | −30 (−22)                | −42.2 (−44.0)            | −48.9 (−56.0)            | −48.9 (−56.0)            |
| الهطول مم (إنش)                                                         | 4.6 (0.18)               | 7.5 (0.30)               | 8.8 (0.35)               | 23.0 (0.91)              | 42.9 (1.69)              | 95.4 (3.76)              | 123.1 (4.85)             | 114.5 (4.51)             | 73.0 (2.87)              | 19.6 (0.77)              | 10.3 (0.41)              | 6.3 (0.25)               | 529 (20.85)              |
| المصدر #1: climatebase.ru                                               |                          |                          |                          |                          |                          |                          |                          |                          |                          |                          |                          |                          |                          |
| المصدر #2: http://www.retscreen.net/ru/home.php NASA RETScreen Database |                          |                          |                          |                          |                          |                          |                          |                          |                          |                          |                          |                          |                          |

## توأمة
لزييا اتفاقيات توأمة مع:
- بيكر سيتي